# Talassa (księżyc)
Talassa (Neptun IV, ang. Thalassa) – drugi (w kolejności od planety) księżyc Neptuna. Nazwa satelity pochodzi od Talassy, córki Eteru i Hemery z mitologii greckiej. Thalassa jest również greckim określeniem morza.
Talassa została odkryta w sierpniu 1989 roku ze zdjęć zrobionych przez sondę Voyager 2. Otrzymała tymczasowe oznaczenie S/1989 N 5.
Ma nieregularny kształt i nie wykazuje śladów jakiejkolwiek modyfikacji geologicznej. Orbita Talassy znajduje się wewnątrz granicy Roche’a, przez co siły pływowe działające na ten księżyc spowodują, że pewnego dnia spadnie na Neptuna lub rozpadnie się na kawałki, a jego pozostałości zasilą pierścień planety.